# Diecezja Kumbo
Diecezja Kumbo – diecezja rzymskokatolicka w Kamerunie. Powstała w 1982.

## Biskupi diecezjalni
- Bp George Nkuo (od 2006)
- Abp Cornelius Fontem Esua (1982 – 2004)